# Make Believe (canción)
«Make Believe» es el segundo sencillo del álbum Toto IV de la banda de Rock, Toto en 1982. La canción fue incluida en la banda sonora del videojuego Grand Theft Auto: Vice City Stories. La canción alcanzó el #30 en Billboard Hot 100 el 25 de septiembre de 1982. Alcanzó el puesto número 19 en la lista de la revista Cashbox.
Make Believe no logró repetir por completo el éxito del primer sencillo de la banda, Rosanna a fines del verano de 1982. El lanzamiento del sencillo Make Believe cayó entre los dos mayores éxitos en la historia de Toto y más tarde en octubre, el lanzamiento del tercer sencillo Africa trajo a la banda su primer y único número uno en los éxitos de los Estados Unidos.
- Datos: Q2398603